# Gouraincourt
Gouraincourt ist eine französische Gemeinde mit 70 Einwohnern (Stand: 1. Januar 2022) im Département Meuse in der Region Grand Est (vor 2016: Lothringen). Sie gehört zum Arrondissement Verdun, zum Kanton Bouligny und zum Gemeindeverband Damvillers Spincourt.

## Geografie
Die Gemeinde Gouraincourt liegt 27 Kilometer nordöstlich von Verdun. Umgeben wird Gouraincourt von den Nachbargemeinden Spincourt im Nordosten, Domremy-la-Canne im Osten, Éton im Süden, Senon im Westen sowie Vaudoncourt im Nordwesten.

## Bevölkerungsentwicklung
| Jahr                       | 1962 | 1968 | 1982 | 1990 | 1999 | 2006 | 2012 | 2019 |
| Einwohner                  | 76   | 64   | 40   | 40   | 36   | 42   | 51   | 63   |
| Quellen: Cassini und INSEE |      |      |      |      |      |      |      |      |

## Sehenswürdigkeiten
- Kirche Saint-Martin, erbaut im 15. Jahrhundert

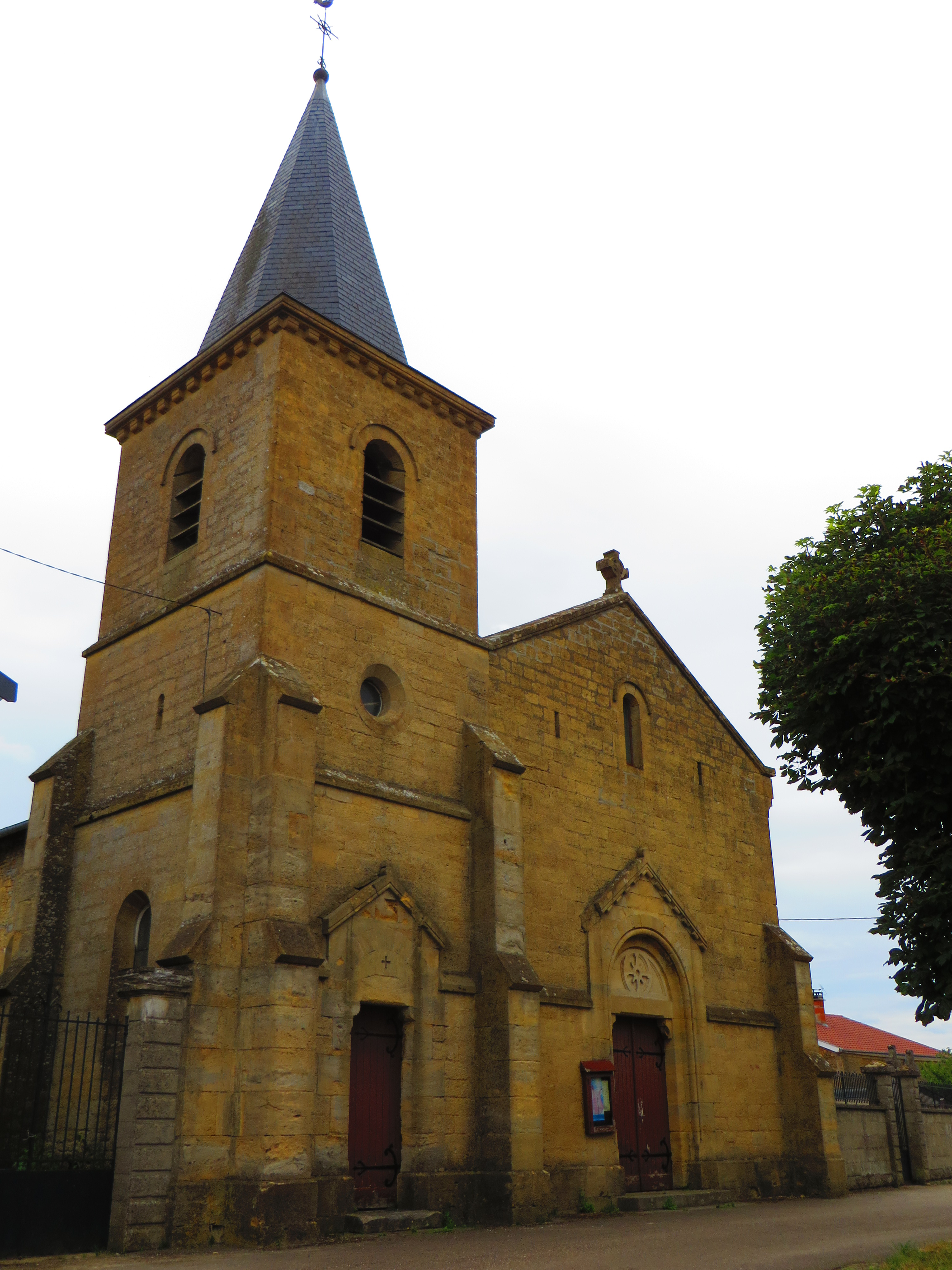
Kirche Saint-Martin